# تور دو فرانس ۲۰۱۹
تور دو فرانس ۲۰۱۹ (انگلیسی: 2019 Tour de France) صد و ششمین دوره از مسابقات تور دو فرانس، یکی از سه گرند تور دوچرخه سواری بود. این مسابقه طولانی به مسافت ۳٬۴۸۰ کیلومتری (۲٬۱۶۲ مایل) در ۲۱ مرحله طی شد که از ۶ ژوئیه در بروکسل، بلژیک آغاز و در تاریخ ۲۸ ژوئیه با مرحله شانزلیزه در پاریس به پایان رسید. مراحل افتتاحیه تور (معروف به گراند دپارت) به افتخار پنجاهمین سالگرد نخستین پیروزی تور دو فرانس توسط ادی مرکس در بروکسل برگزار شد. در مجموع ۱۷۶ دوچرخه‌سوار از ۲۲ تیم در این مسابقه شرکت کردند. ایگان برنال از تیم اسکای مقام اول را به‌دست‌آورد و هم تیمی وی و برنده تور دو فرانس ۲۰۱۸ گراینت توماس به مقام دوم و استون کرایسوایک در مقام سوم قرار گرفتند.